# 山地克明
山地 克明（やまじ かつあき、1975年 - ）は、吉本興業の取締役。テレビプロデューサーなどを務める。よしもとロボット研究所所長。

## 来歴・人物
大阪府堺市出身。帝塚山学院泉ヶ丘高等学校、神戸大学経営学部卒業。1997年に吉本興業に入社し、ココリコなどのマネージャーを担当する。よしもとファンダンゴへの出向・転籍を経て、2009年よりよしもとクリエイティブ・エージェンシー制作営業センターチームリーダー。2011年、デジタル制作センターセンター長。2015年よりYDクリエイション兼務。
趣味は麻雀。

## 現在の担当番組
- 今田×東野のカリギュラ
- 千原○ニアの○○-1GP
- 戦闘車 (バラエティ番組)
- 東野・岡村の旅猿 プライベートでごめんなさい…
- HITOSHI MATSUMOTO presents ドキュメンタル[3]
- IPPONグランプリ

## 過去の担当番組
- お笑いエピソードGP THE芸人大図鑑
- 芸人同棲
- 今田×東野のカリギュラ
- 火花 (ドラマ) [4][5]
- やりすぎコージー
- 水野キングダム
  - 水野キングダムラブズパワーパフガールズ

## 担当映画
- 桜と印籠

## 動画配信サービス
- YNN
- ゼロテレビ
- 大阪チャンネル

## インタビュー
- 週刊ダイヤモンド 2015年 11/14 号 - 誰がテレビを殺すのか